# ТОЗ-78

ТОЗ-78 — малокаліберний радянський магазинний мисливський карабін, призначений для промислового полювання на дрібну дичину.

## Опис
Затвор карабіна поздовжньо-ковзний поворотний, розбірний (що дуже зручно при технічному обслуговуванні в процесі експлуатації, чищення і змащення).
ТОЗ-78 має покажчик взведення: при зведеному курку ударник висувається назад за похилий торець ковпачка, при спущеному курку торець ударника збігається з похилим торцем ковпачка затвора.
Спусковий механізм має можливість регулювання зусилля спуску і ходу спускового гачка. Гвинти регулювання розташовані перед спусковим гачком, передній гвинт регулює зусилля спуску, задній — хід спуску. Також, спусковий механізм має запобіжник від пострілу при випадковому натисканні на спусковий гачок.
Магазини секторні однорядні — на 5 і 10 набоїв.
Механічні прицільні пристосування складаються з закритої, регульованою по вертикалі і горизонталі мушки і відкритого чотирьохпозиційного прицілу з мітками на 25, 50, 75 і 100 м.
Крім того, на карабіни ТОЗ-78 встановлюється 2,5-кратний оптичний приціл на кронштейні, конструкція якого дозволяє переміщати його вздовж ствольної коробки і стріляти з відкритим прицілом, не знімаючи оптичного.
У ряді деталей застосовані високоміцні легкі сплави і композитні матеріали .
Гарантійний ресурс карабіна становить 15 000 пострілів .

## Варіанти і модифікації
Карабін ТОЗ-78 випускають в декількох різних модифікаціях і варіантах виконання.
- ТОЗ-78 — в комплекті має оптичний приціл і чотири магазини секторного типу — два на 5 набоїв і два на 10 набоїв.
- ТОЗ-78-01 — не має оптичного прицілу і комплектується двома коробчатими магазинами: одним на 5, і одним — на 10 набоїв.
- ТОЗ-78-04 — експортний варіант з різьбленням на дуловій частині ствола.
- ТОЗ-78-05 — варіант з тяжчим стволом і оптичним прицілом, без механічних прицільних пристосувань
- ТОЗ-78-06 — експортний варіант ТОЗ-78-05, з тяжчим стволом і оптичним прицілом, без механічних прицільних пристосувань, з різьбленням на дуловій частині ствола.